# 제2의 책
《제2의 책》(The Second Scroll)은 A. M. 클라인의 1951년 소설이다.
나치스에 의한 박해로부터 이스라엘 국가건설에 이르기까지 유대민족의 고난의 역사를, 주인공이 행방불명된 숙부 메레크 데이비드슨을 찾아낸다는 소설형식을 빌어 묘사한 것이다.
저자의 뜨거운 신앙과 강렬한 현실감각이 농축(濃縮)된 시와 같은 문체와 어울려 캐나다 문학사상 가장 격조 높은 작품으로 평가된다. 작품 제명(題名)은 '제1의 책'인 구약성서(聖書)와의 대비를 의식하여 지어진 이름이다.